# Rey de reyes (película de 1961)
Rey de reyes (King of Kings) es una película estadounidense de 1961 dirigida por Nicholas Ray y con Jeffrey Hunter en el papel principal. Está basada en la vida pública de Jesús de Nazaret. El amplio reparto, con estrellas de varios países, incluye a Robert Ryan, Siobhán McKenna, Frank Thring, Rip Torn, Harry Guardino y  Viveca Lindfors, así como el actor mexicano Rubén Rojo como Mateo y la actriz española Carmen Sevilla quien da vida a la bella Magdalena, y la última intérprete importante del elenco en  fallecer, ya que varios de los actores murieron a edades tempranas, tal como Jeffrey Hunter con apenas 42 años.
Con guion de Philip Yordan y producida por Samuel Bronston y Metro-Goldwyn-Mayer, la película fue rodada completamente en España y contó con la colaboración de equipo técnico y artístico español, como el decorador Enrique Alarcón, o el debut en cine de Frank Braña y Aldo Sambrell.
Ya había una película anterior con el mismo título en inglés, muda y en blanco y negro, realizada por los estudios Paramount Pictures, El rey de reyes, estrenada en 1927 y dirigida por Cecil B. DeMille.

## Argumento
En el 63 a. C., Pompeyo conquista y saquea Jerusalén, y hace matar a la mayor parte de los judíos que viven allí. Entra en el templo para tomar el supuesto tesoro de Salomón, y hace matar también a los sacerdotes que estaban allí. Dentro del Templo, solo descubre un rollo de escrituras de Moisés. Aunque estaba por quemarlo, decide entregarlo a un anciano del Templo. Luego, Pompeyo y su ejército llevan a cabo una masacre en las afueras de la ciudad. Años después, estallan rebeliones contra la autoridad de los romanos, que crucifican a muchos de los cabecillas y colocan a Herodes el Grande en el trono de Judea.
Un carpintero llamado José y su esposa María, que está a punto de dar a luz, llegan a Belén para el censo. No encontrando alojamiento para esa noche, se refugian en un establo de las colinas. Allí nace su hijo, al que llaman Jesús. Una estrella ha sido la señal para que unos reyes de Oriente pudieran encontrar al recién nacido Mesías, que ha de traer la salvación y la libertad. 
Sin embargo, Herodes, informado del nacimiento de un niño rey, ordena al centurión Lucio y a sus hombres que  maten a todos los recién nacidos de Belén. María y José huyen a Egipto con el niño, y se quedan allí hasta que Herodes el viejo es muerto por su hijo, Herodes Antipas, que toma la corona.

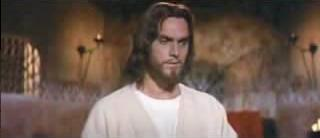
Jeffrey Hunter interpreta a Jesús.

Doce años después, en Nazaret, Jesús trabaja de carpintero con José. Un día, llegan soldados romanos, y el centurión se entera de que Jesús escapó de la matanza de niños de años atrás. María y José se quedan tranquilos al ver que lo único que les piden es que registren a Jesús antes de que acabe el año.
Pasado mucho tiempo, los rebeldes judíos, encabezados por Barrabás y Judas Iscariote, se preparan para atacar una caravana en la que va el próximo gobernador de Judea, Poncio Pilato, con su esposa Claudia. Muere la mayoría de los hombres que estaban con Barrabás y Judas, y ellos dos salen huyendo. 
Pilato y Herodes Antipas se encuentran en la orilla del río Jordán y observan a Juan el Bautista, que estaba predicando y bautizando a la gente en el río. Jesús llega al río para ser bautizado, ahora con 30 años de edad. Juan lo bautiza y después reconoce en Jesús al Mesías. 
Jesús va al desierto, donde Satanás lo tienta valiéndose de las escrituras y ofreciéndole las mayores riquezas del mundo. Después de cuarenta días en el desierto, Jesús viaja a Galilea, donde recluta a sus apóstoles.
En Jerusalén, Herodes Antipas arresta a Juan el Bautista, porque este se encontraba predicando a la gente en las calles. Juan es encerrado en un calabozo, y Jesús logra visitarlo. 
Judas abandona al rebelde Barrabás y se une a los apóstoles. Jesús comienza a predicar y a reunir multitudes, entre ellos Lucio y Claudia, la esposa de Pilato. Herodes Antipas logra decapitar a Juan el Bautista por un capricho de su hijastra, Salomé, y de su esposa, Herodías, que siempre despreció a Juan. 
Herodes, Pilato y el Sumo Sacerdote Caifás se preocupan por las obras y milagros de Jesús. Barrabás trama una rebelión en Jerusalén durante la Pascua. Jesús entra triunfante en la ciudad santa y va al templo a predicar. Los rebeldes asaltan la fortaleza Antonia, pero las legiones de Pilato los retienen y arrestan a Barrabás.
Jesús se encuentra con los discípulos en la tarde del jueves, cena una última vez con ellos y después va a orar en Getsemaní. Mientras tanto, Judas quiere que Jesús libere a Judea de los romanos a la fuerza, y lo entrega a las autoridades judías. Jesús es llevado ante Caifás, y luego a Pilato. Este comienza el juicio, pero considera enviarlo a Herodes Antipas, que, a su vez, lo envía otra vez a Pilato, que se enfurece porque Antipas haya mandado de vuelta a Jesús, y manda a sus soldados que azoten al hebreo. La muchedumbre acaba prefiriendo la liberación de Barrabás, y Pilatos condena a Jesús a ser crucificado. Jesús, coronado con espinas, carga con una cruz hasta el Gólgota, donde es crucificado con dos ladrones; uno de ellos es Dimas.

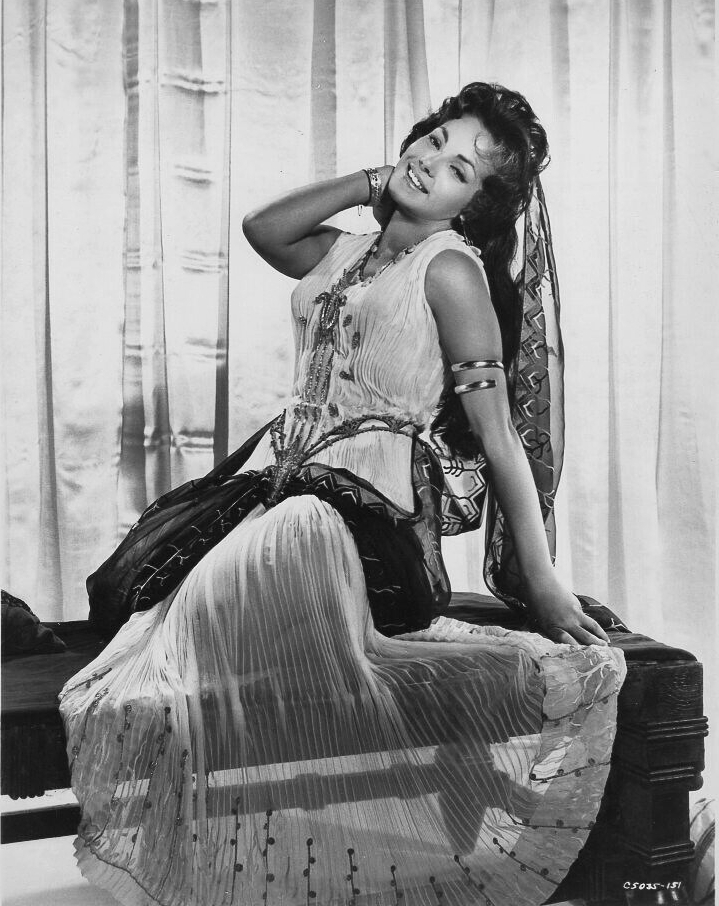
La recordada Carmen Sevilla como Magdalena, en una fotografía publicitaria para la película.

Desesperado por haber tracionado a Jesús, Judas se suicida y su cuerpo es encontrado por Barrabás. Jesús muere delante de su madre, el apóstol Juan, unos cuantos soldados, Claudia y Lucio, que dice "Él es verdaderamente el Cristo". El cuerpo es bajado de la cruz y llevado a una cueva. Dos días después, Magdalena encuentra la tumba vacía y al salir, se encuentra a Jesús resucitado.
En las orillas del lago Tiberíades, Jesús aparece a sus Apóstoles por última vez, y los manda llevar su mensaje a los confines del mundo. No se ve más que su gran sombra que cae sobre una larga red de pesca estirada, formando una gran cruz en la playa, entendiéndose que está ascendiendo al Cielo, cual más grande Rey de reyes.

## Reparto
- Jeffrey Hunter como Jesús de Nazaret.
- Siobhán McKenna como María.
- Robert Ryan como Juan el Bautista.
- Hurd Hatfield como Poncio Pilato.
- Ron Randell como el centurión Lucio.
- Viveca Lindfors como Claudia Prócula.
- Rita Gam como Herodías.
- Carmen Sevilla como María Magdalena.
- Brigid Bazlen como Salomé.
- Harry Guardino como Barrabás.
- Rip Torn como Judas Iscariote.
- Frank Thring como Herodes Antipas.
- Guy Rolfe como Caifás.
- Royal Dano como Pedro.
- Edric Connor como Baltasar.
- Maurice Marsac como Nicodemo.
- Grégoire Aslan como Herodes el Grande.
- George Coulouris como un camellero.
- Conrado San Martín como el general Pompeyo.
- Gérard Tichy como José de Nazaret.
- Antonio Mayans como Juan.
- Luis Prendes como el Buen Ladrón.
- David Davies como el hombre burlón.
- José Nieto como Gaspar.
- Rubén Rojo como Mateo.
- Fernando Sancho como el endemoniado.
- Michael Wager como Tomás
- Félix de Pomés como José de Arimatea.
- Adriano Rimoldi como Melchor.
- Barry Keegan como el Mal Ladrón.
- Rafael Luis Calvo como Simón de Cirene.
- Tino Barrero como Andrés.
- Francisco Morán como el ciego.
- Orson Welles como la voz del narrador (sin acreditar).
- Aldo Sambrell como un judío rebelde (sin acreditar).
- Frank Braña como un extra (sin acreditar).
- Paul Naschy como un sirviente de Herodes Antipas (sin acreditar).

## Localizaciones de rodaje
En España:
- Chinchón (Provincia de Madrid): secuencia del Sermón de la Montaña.[2]
- Almería
- Aldea del Fresno (Provincia de Madrid): secuencia del Río Jordán.
- Estudios Chamartín, en Madrid: interiores.
- Pantano del Alberche en Cazalegas (Toledo): secuencias del Mar de Galilea.
- Manzanares el Real (Provincia de Madrid): secuencias de Nazaret.
- Navacerrada (Provincia de Madrid): secuencia del Gólgota.
- Sevilla Films, en Madrid: interiores.
- Añover de Tajo (Toledo): secuencias del desierto y el Monte de los Olivos.

## Lanzamiento
La película fue estrenada el 30 de octubre de 1961 en los Estados Unidos. Más tarde llegó por primera vez en Europa; el 15 de noviembre de 1961, se comenzó a proyectar en cines del Reino Unido. El 15 de marzo de 1962, se empezó a proyectar en México. En Argentina se cambió el título original por su traducción al español, y el estreno se hizo a finales de 1962.

## Taquilla
Según los registros de MGM, con la película se recaudaron 8 millones de dólares en los Estados Unidos y 5.4 millones en el extranjero, con los que se obtuvo una ganancia de 1 millón y 621.000 dólares. Según la Internet Movie Database, la película tenía un presupuesto de 6 millones y se han recaudado 25, contando con alquiler y ventas de vídeo.

## Legado
En su mayoría, las películas de entonces no mostraban la cara de Jesús de cerca, y se prefería hacer una muestra de lejos o mostrar las manos (como en Ben-Hur) o su punto de vista. King of Kings fue la primera de las películas sonoras de grandes estudios, de gran presupuesto y en inglés que mostraron el rostro del personaje.

## Reconocimiento
La película cuenta con una música muy destacable, razón por la que, en 1962, Miklós Rózsa fue candidato al Globo de Oro. En el año 2010, la película fue propuesta como candidata al premio especial en la entrega del International Film Music Critics Award.